# Mina Gold
Mina Gold, pubblicato nel 1998, è una raccolta pubblicata sia in doppio CD che doppia Musicassetta della cantante italiana Mina.
Nel 2012, questa raccolta è stata rimossa dalla discografia sul sito ufficiale minamazzini.com.

## Descrizione
Questa compilation in doppio CD è curata da Mario Ragni e Renato Silla e come la successiva Mina Gold 2, non fa parte della discografia ufficiale curata personalmente da Mina ma viene inserito ugualmente, così come fa il sito di riferimento "minamazzini.com", in quanto contiene molte canzoni antecedenti al 1967, anno in cui l'artista fonda la propria etichetta discografica PDU.
Contiene una perla rarissima: Sono come tu mi vuoi firmata da Antonio Amurri con Bruno Canfora e Maurizio Jurgens.
Tra le quaranta canzoni ci sono vari inediti, fra cui alcune incise con il nome di "Baby Gate".
Be-bop-a-Lula e When
"Baby Gate": 45 giri, rispettivamente lato A e B.
You are my destiny
"Baby Gate": Cover di un notevole successo di Paul Anka.
My true love
"Baby Gate": 45 giri, Lato A, il lato B Passion Flower è pubblicato in Internazionale. Di questo pezzo esiste una versione molto rara senza il "coretto" di sottofondo.
Tua e Io sono il vento
Cover di successi sanremesi, sono tratte dall'E.P.Sanremo 1959 che contiene anche Nessuno.
Passione
Versione del '61 della Canzone di Libero Bovio reincisa poi nel '96 per l'album Napoli.
So che non è così
Lato B di È l'uomo per me (He Walks Like a Man), presente anch'esso in questa raccolta.
Soli
Lato B di Un bacio è troppo poco, presente anch'esso in questa raccolta.
Sette mari
Versione italiana di un pezzo inciso per il mercato giapponese, la versione originale è pubblicata in Mina in the world.
Sono come tu mi vuoi
45 giri, Lato A, il lato B Se non ci fossi tu è pubblicato in Mina 2.
Rimasta a lungo inedita, è stata riportata al successo nel 2007 da Irene Grandi.

## Tracce
CD 1
1. When (inedito su album) - 2:16 -  (Jack Reardon-Paul Evans) Edizioni Southern/Suvini Zerboni 1958
2. Be-bop-a-Lula (inedito su album) - 2:49 -  (Gene Vincent-Sheriff Tex Davis) Edizioni RCA/Mascotte 1958
3. You are my destiny (inedito su album) - 2:57 -  (Paul Anka) 1960
4. My true love (inedito su album) - 2:22 -  (Jack Scott) 1959
5. Nessuno - 2:11 - Tratta da Tintarella di luna (1960).
6. Tua (inedito su album) - 2:09 -  (Gualtiero Malgoni-Bruno Pallesi) 1959
7. Io sono il vento (inedito su album) - 2:45 -  (Giuseppe Fucilli-Gian Carlo Testoni) 1959
8. Tintarella di luna - 2:56 - Tratta da Tintarella di luna (1960).
9. Una zebra a pois - 3:22 - Tratta da Il cielo in una stanza (1960).
10. Personalità (Mr. Personality) - 2:27 - Tratta da Il cielo in una stanza (1960).
11. Il cielo in una stanza (extended version) - 2:54 - Tratta da Il cielo in una stanza (1960).
12. Le mille bolle blu - 3:51 - Tratta da Due note (1961).
13. Come sinfonia - 2:34 - Tratta da Due note (1961).
14. Eclisse twist - 2:48 - Tratta da Renato (1962).
15. Renato - 2:06 - Tratta da Renato (1962).
16. Stessa spiaggia, stesso mare - 2:10 - Tratta da Stessa spiaggia, stesso mare (1963).
17. Sì lo so (Heisser sand) - 2:59 - Tratta da Stessa spiaggia, stesso mare (1963).
18. A volte (Pretend that I'm her) - 2:22 - Tratta da Stessa spiaggia, stesso mare (1963).
19. Non piangerò (Just let me cry) - 2:17 - Tratta da Stessa spiaggia, stesso mare (1963).
20. Passione (inedito su album) - 2:12 -  (Libero Bovio-Nicola Valente-Ernesto Tagliaferri) 1961

CD 2
1. Città vuota (It's a lonely town) - 2:38 - Tratta da Studio Uno (1965).
2. È l'uomo per me (He walks like a man) - 2:24 - Tratta da Studio Uno (1965).
3. So che non è così (inedito su album) - 2:18 -  (Alberto Testa-Augusto Martelli-Bruno Martelli) 1964
4. Un anno d'amore (C'est irréparable) - 3:11 - Tratta da Studio Uno (1965).
5. Soli (inedito su album) - 3:00 -  (Bruno Canfora-Castellano e Pipolo) 1965
6. Un bacio è troppo poco - 3:14 -  (Antonio Amurri-Bruno Canfora) 1965
7. Brava - 1:48 - Tratta da Mina & Gaber: un'ora con loro (1965).
8. Ora o mai più - 2:25 - Tratta da Mina & Gaber: un'ora con loro (1965).
9. Sette mari (inedito su album) - 2:25 -  (Tatzuo Takai-Kenji Sazanami) 1965
10. Una casa in cima al mondo - 2:58 - Tratta da Studio Uno 66 (1966).
11. Ta-ra-ta-ta (Try your luck) - 2:08 - Tratta da Studio Uno 66 (1966).
12. Breve amore (You never told me) - 2:34 - Tratta da Studio Uno 66 (1966).
13. Se telefonando - 2:57 - Tratta da Studio Uno 66 (1966).
14. Sono come tu mi vuoi (inedito su album) - 3:34 -  (Antonio Amurri-Bruno Canfora-Maurizio Jurgens) 1966
15. Mi sei scoppiato dentro il cuore - 3:05 - Tratta da Studio Uno 66 (1966).
16. L'immensità - 2:36 - Tratta da Sabato sera - Studio Uno '67 (1967).
17. Conversazione - 2:19 - Tratta da Sabato sera - Studio Uno '67 (1967).
18. La banda (A banda) - 2:35 - Tratta da Sabato sera - Studio Uno '67 (1967).
19. Se c'è una cosa che mi fa impazzire - 2:40 - Tratta da Sabato sera - Studio Uno '67 (1967).
20. Cartoline - 1:55 - Tratta da 4 anni di successi (1967).

## Versioni tracce
- My true love:

versione senza coro, vedi Una Mina fa
- Passione:

versione '96, vedi Napoli
- So che non è così:

versione in spagnolo: So que no es asi, vedi Mina latina
- Soli:

versione in turco: Neden yildizlar, vedi Mina in the world
- Sette mari:

versione originale in giapponese Kanashimiha soranokanatani, vedi Mina in the world